# Justiça Eterna
Justiça Eterna foi um fanzine brasileiro sobre histórias em quadrinhos criado por Sergio Chaves em 1999. Além da publicação de quadrinhos alternativos, um dos principais destaques do fanzine eram as entrevistas com quadrinistas como Flavio Colin, Emir Ribeiro, Laudo Ferreira Jr. e Watson Portela, entre diversos outros.
Em suas 27 edições, o fanzine tinha entre 16 e 20 páginas xerocadas em formato meio ofício (uma folha ofício dobrada ao meio). As edições eram distribuídas por correio a partir de Vera Cruz, cidade em que Sergio morava à época, e contavam com conteúdo jornalístico sobre quadrinhos, além de uma seção de cartas que servia de espaço para opiniões e divulgação de outras publicações independentes.
Sob o "selo" do Justiça Eterna, Sergio Chaves também publicou o fanzine Universo Subterrâneo, focado na publicação de quadrinhos de artistas independentes. Além disso, também foi publicado Efeito Dominó, que tinha como principal objetivo apresentar uma série de histórias em quadrinhos curtas sobre o cotidiano.
A experiência e os contatos adquiridos com a produção do Justiça Eterna, possibilitaram ainda a Sergio Chaves lançar, em 2007, a revista independente Café Espacial, que ampliou o escopo do antigo fanzine.
Durante sua existência, o fanzine Justiça Eterna ganhou diversos prêmios, tais como: Prêmio Zine Brasil (2006), Prêmio DB Artes Independentes de melhor edição independente (2006), Troféu Alfaiataria de Fanzines de melhor fanzine sobre quadrinhos (2007) e Prêmio Angelo Agostini de melhor fanzine (2007 e 2008).